# Pont sobre la riera de Sant Sebastià dels Gorgs
El pont sobre la riera de Sant Sebastià dels Gorgs és un pont de Subirats (Alt Penedès) protegit com a bé cultural d'interès local. Són les restes d'un pont fet en època romana tardana i medieval.

## Descripció
El pont està situat al límit dels termes de Subirats i Avinyonet del Penedès, prop del carrer dels Rocs de Lavern. La part més ben conservada de les restes és la que es troba a la banda dreta del torrent. L'obra va ser realitzada amb carreus petits i irregulars i encara poden veure's restes d'opus spicatum.